# Xingning Leerpaleis
Xingning Leerpaleis is de letterlijke vertaling van de Chinese naam "兴宁学宫". Het wordt ook wel Xingning Academie genoemd. Het is een confuciustempel waar les wordt gegeven op basis en middelbaar niveau en is gelegen in Xingning, Guangdong. Het werd in de Ming-dynastie gesticht. Het gebouw stamt uit de Qing-dynastie. In de grote hal die gewijd is aan Confucius vindt men het bord "Wanshishibiao" (万世师表) dat geschreven is door keizer Kangxi. De tempel wordt nu beheerd door Xingmin High School (兴民中学).